# Ірландський національний університет (Голвей)
Ірландський національний університет був заснований в 1849 році як Королівський коледж Ґолвей «queen's College, Galway». За законом (Irish Universities Act) в 1908 році коледж став частиною Національного університету Ірландії і був перейменований на «University College, Galway».

## Історія
З правовим актом University College, Galway Act, 1929 ірландська мова отримала офіційний статус. У 1997 році за Universities Act, 1997 коледж отримав статус університету і був перейменований (National University of Ireland, Galway).

## Факультети
- Гуманітарні науки
- Кельтської антропології
- Економіка
- Технічні науки
- Юриспруденція
- Медицина
- Суспільні науки

## Відомі особистості
- Джордж Джонстон Стоуні, запропонував назву «електрон» для елементарної частинки
- Джеймс Гардіман , бібліотекар і автор; університетська бібліотека була названа в честь нього[7]
- Джон Водделл , дослідник доісторичної епохи Ірландії